# Rusinów (gemeente)
De gemeente Rusinów is een landgemeente in het Poolse woiwodschap Mazovië, in powiat Przysuski.
De zetel van de gemeente is in Rusinów.
Op 30 juni 2004 telde de gemeente 4451 inwoners.

## Oppervlakte gegevens
In 2002 bedroeg de totale oppervlakte van gemeente Rusinów 82,93 km², waarvan:
- agrarisch gebied: 68%
- bossen: 25%

De gemeente beslaat 10,36% van de totale oppervlakte van de powiat.

## Demografie
Stand op 30 juni 2004:
| Omschrijving                   | Totaal | Totaal | Vrouwen | Vrouwen | Mannen | Mannen |
| ------------------------------ | ------ | ------ | ------- | ------- | ------ | ------ |
| eenheid                        | aantal | %      | aantal  | %       | aantal | %      |
| inwoners                       | 4451   | 100    | 2239    | 50,3    | 2212   | 49,7   |
| bevolkingsdichtheid (inw./km²) | 53,7   | 53,7   | 27      | 27      | 26,7   | 26,7   |

In 2002 bedroeg het gemiddelde inkomen per inwoner 1263,61 zł.

## Administratieve plaatsen (sołectwo)
Bąków, Bąków-Kolonia, Brogowa, Gałki, Grabowa, Karczówka, Klonowa, Krzesławice, Nieznamierowice, Przystałowice Małe, Rusinów, Władysławów, Wola Gałecka, Zychorzyn.

## Aangrenzende gemeenten
Drzewica, Gielniów, Klwów, Odrzywół, Potworów, Przysucha